# Dragøyholmane
Dragøyholmane est une île dans le landskap Sunnhordland du comté de Vestland. Elle appartient administrativement à Lindås.

## Géographie
Rocheuse et couverte d'une légère végétation, elle s'étend sur environ 123 m de longueur pour une largeur approximative de 58 m. 